# Библиотеки блокадного Ленинграда

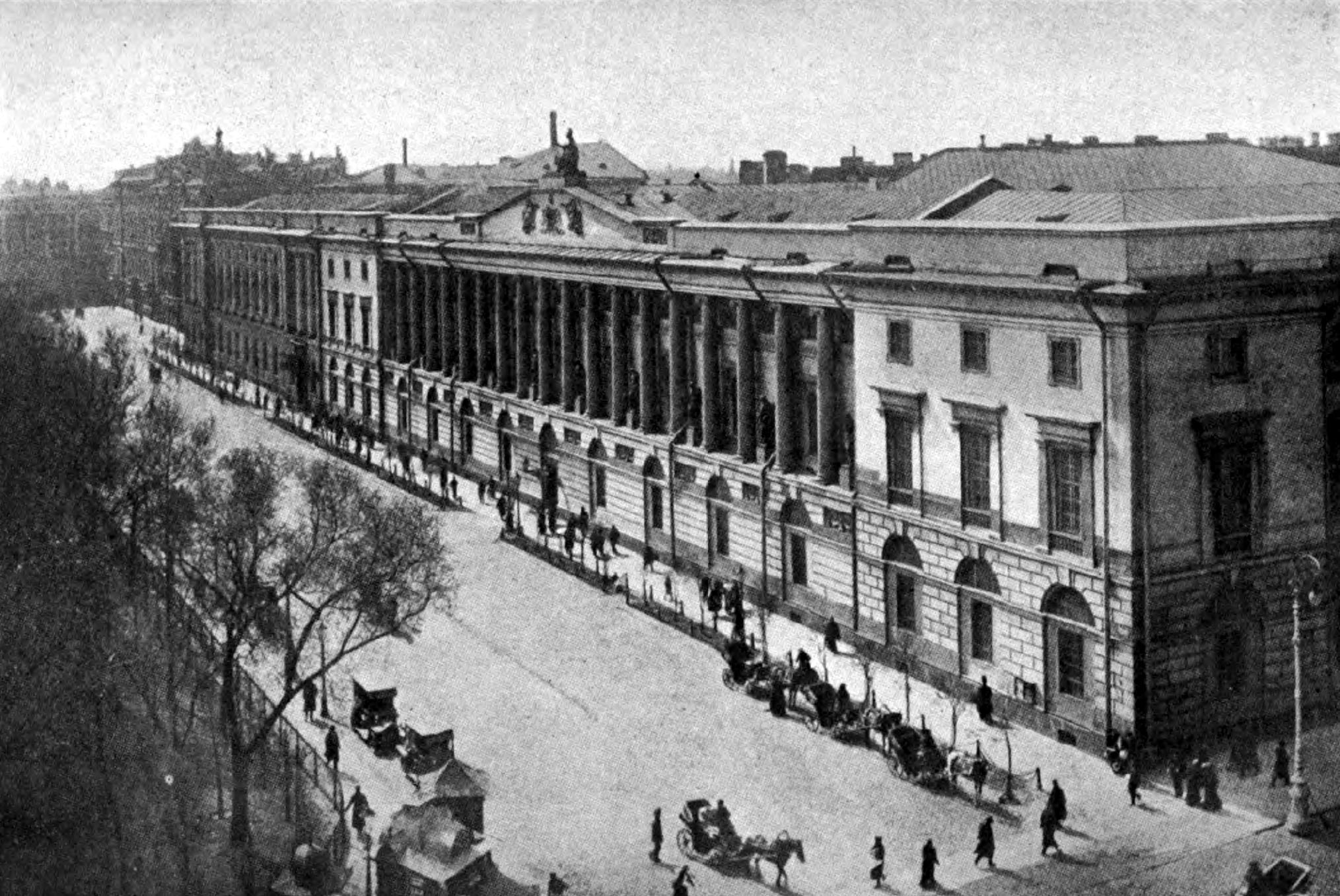
Российская национальная библиотека в Санкт-Петербурге. 1920 год.

Библиоте́ки блока́дного Ленингра́да — библиотечные учреждения, работавшие в блокаду Ленинграда в годы Великой Отечественной войны.

## История
Бомбёжки разрушили десятки библиотек, в огне погибло несколько тысяч книг, страшные испытания стоили жизней десятков библиотекарей: в библиотеке РАН погибло больше половины сотрудников, в знаменитой «Публичке» только в 1942 году — 114 сотрудников.

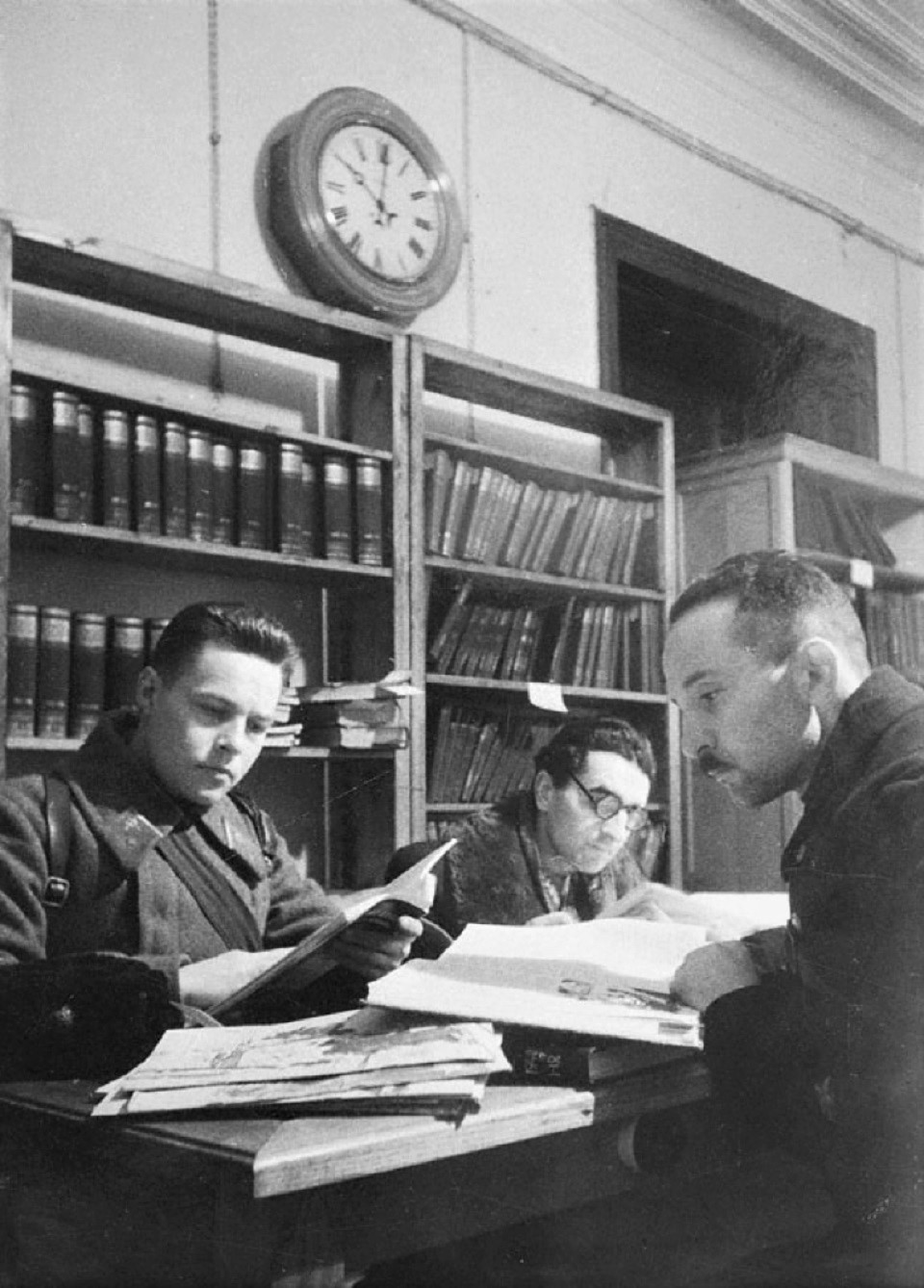
Ленинград. Посетители библиотеки имени Салтыкова-Щедрина.1942 г.

Библиотека РАН не прекращала работу, но она, в основном, заключалась в том, чтобы сберечь библиотечные фонды; производить разбор завалов после того, как в здание попала бомба; наклеивать на окна светомаскировочные шторы; подготавливать к эвакуации лабораторное оборудование. Читателей было немного: в 1942 году 139 читателей; в 1943 году — 21; в 1944 — 20. В библиотеке Института физиологии им. И. П. Павлова была украдена общественно-политическая литература (труды Ленина, Сталина и партийных деятелей), которая, вероятно, пошла на обогрев ленинградцев.
Библиотеки Санкт-Петербурга продолжали работать в осаждённом городе: книги выдавали на дом, библиотекари ходили и организовывали передвижные отделы в заводских цехах, на фабриках, в школах и госпиталях. Люди приходили в читальные залы. За период блокады только в Государственная публичная библиотека имени Салтыкова-Щедрина было выдано более полумиллиона различных изданий. В библиотеках и читальных залах пользовалась спросом художественная литература и брошюра «Использование в пищу ботвы огородных растений и заготовка её впрок»(Лениздат, 1942).
Библиотекари работали по основным направлениям, востребованным в условиях военного времени: подбирали литературу для фронта, библиотек воинских частей и оборонной промышленности; помогали литературой руководящим органам и организациям города; работали в читальном зале. Он был оборудован в кабинете директора, так как это было единственное помещение с печкой-буржуйкой, свечи или иное освещение читатели должны были приносить с собой. Работники библиотеки сами заготавливали дрова, дежурили на крышах, убирали снег и скалывали лёд, следили за чистотой в помещениях. Бытовые проблемы не помешали в ноябре 1942 года провести двухдневную научную сессию.
С августа 1941 года в городе значительно сократилось число библиотек — их осталось только 31 из довоенных 52. На оккупированной фашистами территории остались три библиотеки. Бомбы, снаряды и пожары уничтожили 371 тысячу книг в трёх полностью уничтоженных библиотеках — им. К. Е. Ворошилова, им. М. И. Калинина и библиотеку Фрунзенского района. Сильно пострадала библиотека Октябрьского района — в неё попало 9 снарядов. В библиотеку им. 10-летия Октябрьской революции в Московском районе, находившуюся недалеко от линии фронта — 13 снарядов. Уцелевшие районные библиотеки продолжали работу все 872 дня блокады.
Детские библиотеки практически не посещались, поэтому работа в них сводилась, в основном к тому, чтобы уберечь книжный фонд. На Кондратьевском проспекте в библиотеке им. В. Г. Белинского основные книги находились в здании, которое было разрушено в ходе артиллерийского налёта. Работники библиотеки перешли в филиал, располагавшийся поблизости в соседнем доме, и по-прежнему обслуживали немногочисленных читателей. Когда была сформирована Ленинградская армия народного ополчения, библиотекари организовывали передвижные выставки, чтобы в казармах была учебная литература по военному делу. Передвижки появились на вокзалах, на подходах к Лужскому рубежу, в квартирах горожан, в госпиталях.
Поскольку в городе постоянно шли ремонтные и восстановительные работы, сотрудники библиотеки им. Л. Н. Толстого организовали курс по строительному делу. Выздоравливающим бойцам подбирали интересующую их литературу. Библиотекари учреждения им. А. С. Пушкина в Петроградском районе чинили бельё для раненых — более 600 комплектов. Многие работали в стационарах, где помогали обессилевшим ленинградцам. Публичная библиотека им. В. В Маяковского стала инициатором помощи фронтовикам — её сотрудники разыскивали их родственников. Когда вышло постановление исполкома Ленгорсовета «О развитии индивидуального огородничества», подбирались книги по сельскому хозяйству, готовились выставки, книги несли в дома и на участки.

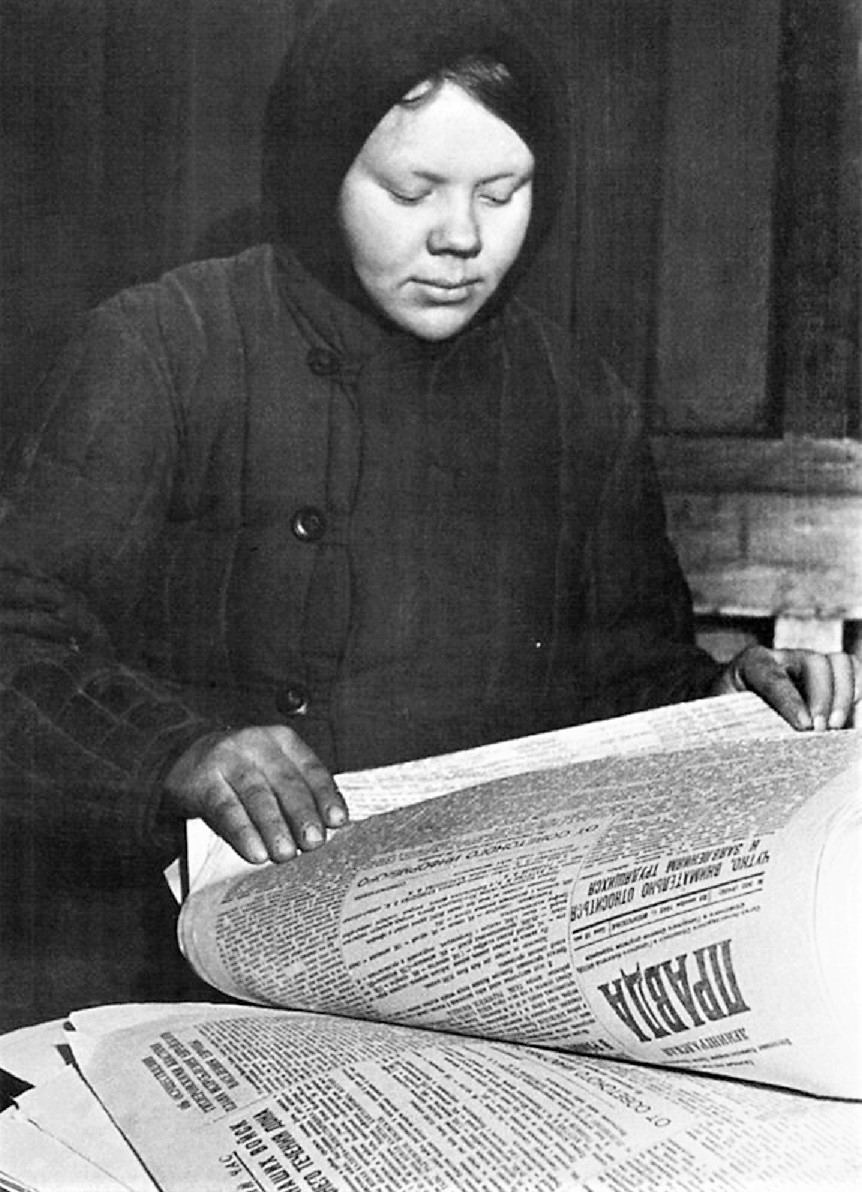
Ленинград. Сотрудница «Ленинградской правды» Ф. Крылова. 1942 г.

## Фонды библиотек
Пополнение книжного фонда районных библиотек продолжалось и в тяжёлых военных условиях. Например, в Приморском районе были только две работающие библиотеки — библиотека имени Лепсе (Филиал № 1 Кировской ЦБС) и библиотека им. Маяковского. В их фонды поступило 1052 книги и 8 литературно-художественных журналов, а также 540 экземпляров печатной продукции, в основном, для бойцов Красной Армии («Звезда», «Молодая гвардия», «Интернациональная литература», «Новый мир» и другие). В 1943 году количество поступлений увеличилось почти в три раза. Книги поступали из издательств, много книг передали в дар библиотекам жители города. В юношеской библиотеке им. Маяковского готовились выставки, проводились беседы и читательские конференции, делались библиотечные обзоры. Большим спросом пользовалась художественная литература, которая составляла 84 % от всех новых поступлений. Наряду с русскими классиками (Д. Н. Мамин-Сибиряк, С. Т. Аксаков, И. С. Тургенев, С. М. Маршак, О. Т. Голубева, К. И. Чуковский) была представлена зарубежная литература — Гофман, Марк Твен, Гюго, Вальтер Скотт. Рядом с библиотекой не останавливал работу Кировский завод, для рабочих крупнейшего в городе предприятия предлагали книги по слесарному и токарному делу.
В настоящее время сотрудники библиотеки им. Маяковского выложили в Интернет оцифрованные материалы с коллекцией архивных документов

## Издательства
В городе работали отделения издательств — Лениздат, Госполитиздат, Медгиз, Гослитиздат, Военмориздат, фабрика детской книги. С 1941 по 1944 год было издано более 1,5 тысяч книг. Газета «Ленинградская правда» не прекращала выпуск даже в 1941 и 1942 годах.